# 鵯越駅

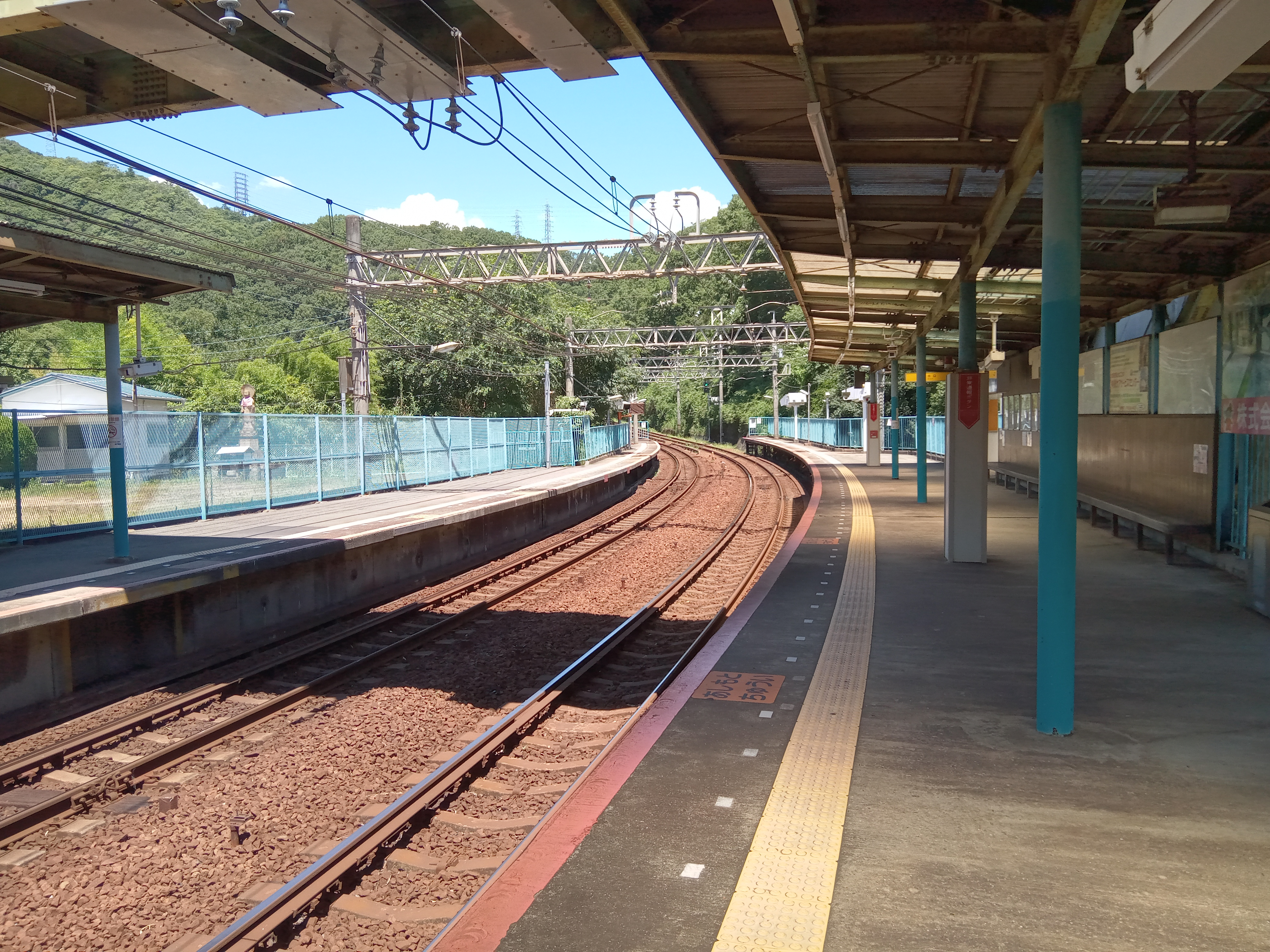
プラットホーム

鵯越駅（ひよどりごええき）は、兵庫県神戸市兵庫区里山町にある、神戸電鉄有馬線の駅。標高134 m。

## 歴史

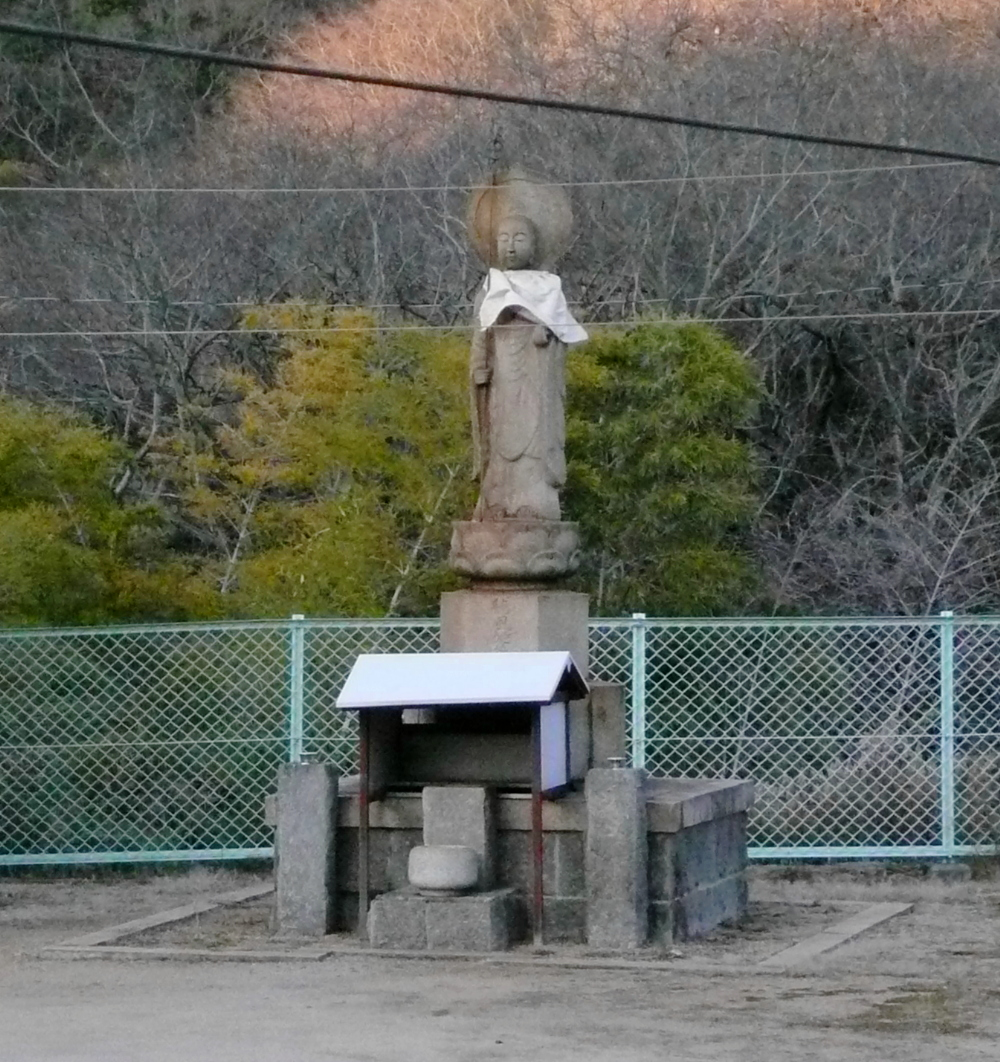
慰霊の地蔵

- 1928年（昭和3年）11月28日：神戸有馬電気鉄道の湊川 – 電鉄有馬（現・有馬温泉）間開業時に設置[1]。
- 1938年（昭和13年）8月29日：駅近くのトンネル内で正面衝突を起し、死者1名、重軽傷100余名[4]。
- 1944年（昭和19年）2月12日：北神商業学校（のちの神戸市立兵庫商業高等学校）の生徒を乗せた臨時列車が速度超過により、当駅付近で脱線転覆しホームに激突する事故が発生[1][4]。死者28名[1][4]。
- 1947年（昭和22年）1月9日：三木電気鉄道との会社合併により神有三木電気鉄道の駅となる[4]。
- 1949年（昭和24年）4月30日：社名変更により神戸電気鉄道の駅となる[4]。
- 1988年（昭和63年）4月1日：社名変更により神戸電鉄の駅となる[4]。
- 2002年（平成14年）12月6日：男性乗客が降車しようとしたところドアに2回はさまれてホームから転落し電車に巻き込まれ死亡[5][6][7]。
- 2005年（平成17年）3月11日：上りホーム側に改札口新設[1]。同時に跨線橋が廃止され上下線の改札分断。

## 駅構造
相対式ホーム2面2線を有する地上駅。ホーム有効長は5両で、大きくカーブしているため転落検知マットやITV装置が備え付けられている。
改札は上下線ホームの新開地寄りにある。上下線で改札口は独立しており、構内には互いにホームを結ぶ通路はない。かつては下りホーム側の駅舎のみが存在し、上りホームへ繋がる跨線橋があったが、2005年3月の上りホーム改札新設と同時に跨線橋は閉鎖された。
沿線光ネットワークに接続された駅務遠隔システムが導入されており、センター駅から自動券売機、自動改札機、自動精算機、TVカメラ、インターホン、シャッターが遠隔操作される。そのため駅員巡回駅となっており、構内に売店等も設けられていない。

### のりば
| ホーム | 路線   | 方向 | 行先                     |
| ------ | ------ | ---- | ------------------------ |
| 西側   | 有馬線 | 下り | 有馬温泉・三田・粟生方面 |
| 東側   | 有馬線 | 上り | 新開地方面               |

※のりば番号は設定されていない。

## ダイヤ
普通のみが停車する。
日中は1時間に4本、朝ラッシュ時は1時間に最大8本が停車する（2022年ダイヤ改正時点）。

## 利用状況
近年の1日平均乗車人員は下表のとおりである。
| 年度               | 1日平均 乗車人員 |
| ------------------ | ---------------- |
| 2007年（平成19年） | 661              |
| 2008年（平成20年） | 649              |
| 2009年（平成21年） | 655              |
| 2010年（平成22年） | 614              |
| 2011年（平成23年） | 601              |
| 2012年（平成24年） | 603              |
| 2013年（平成25年） | 586              |
| 2014年（平成26年） | 573              |
| 2015年（平成27年） | 577              |
| 2016年（平成28年） | 529              |
| 2017年（平成29年） | 518              |
| 2018年（平成30年） | 523              |
| 2019年（令和元年） | 495              |
| 2020年（令和02年） | 427              |
| 2021年（令和03年） | 427              |
| 2022年（令和04年） | 430              |

## 駅周辺
六甲縦走の拠点駅。
- ひよどりごえ森林公園[12]
- 神戸市立鵯越墓園[1][12]
- 鵯越大仏
- 市道夢野白川線（旧西神戸有料道路）

## 隣の駅
神戸電鉄
■有馬線
■特快速・■急行・■準急
通過
■普通
丸山駅 (KB04) - 鵯越駅 (KB05) - 鈴蘭台駅 (KB06)
- 隣の鈴蘭台駅までは神戸電鉄の中では駅間距離が一番長い。
- 2018年3月までは当駅 - 鈴蘭台駅間に菊水山駅があった（2005年休止、2018年廃止）[13]。